# Clayton Hill
Clayton Hill är en kulle i Antarktis. Den ligger i Västantarktis. Argentina, Chile och Storbritannien gör anspråk på området. Toppen på Clayton Hill är 125 meter över havet.
Terrängen runt Clayton Hill är kuperad österut, men västerut är den platt. Havet är nära Clayton Hill åt nordväst. Trakten är glest befolkad. Närmaste befolkade plats är Vernadsky Station, 10,1 kilometer sydväst om Clayton Hill. 